# L'Île (film, 2003)
Pour les articles homonymes, voir L'Île.
 (octobre 2012).
Pour plus de détails, voir Fiche technique et Distribution.
L'Île est un court métrage d'animation burkinabè réalisé en 2003.

## Synopsis
Sur une île perdue dans l’immensité des Mers du Sud, deux amis mènent une vie tranquille, jusqu’à ce que…

## Fiche technique
- Réalisation : Justin Zerbo, Giovanni Casconne
- Production : Justin Zerbo, Giovanni Casconne
- Image : Justin Zerbo, Giovanni Casconne
- Son : Christian Coppin, Justin Zerbo
- Montage : Giovanni Casconne

## Distinction
Ce court métrage d'animation a vue sa participation au biennale de cinéma d'animation de Pontarlier en 2006.